# 로버트 R. 마틴
로버트 R. 마틴(Robert Reinhold Martin, 1902년 4월 15일 ~ 1950년 7월 8일)은 미국의 군인이다.

## 군인 경력

### 제 2차 세계 대전
2차 세계대전 당시 미국 육군 제44사단 소속으로 서유럽 전선에서 싸웠다.

### 한국 전쟁
미국 육군 제24사단 34연대 연대장으로 천안에서 북한군의 남침을 지연시키기 위해 
방어 작전을 펼치며 천안 전투 (1950년 7월 7일부터 7월 9일)에서 연대를 지휘하였다.
그러나 미군이 수세에 몰려 마틴 대령까지 직접 전투에 참가하였고 북한군 T-34/85 전차에 직접 2.36인치 로켓포를 조준하였지만
곧바로 날아온 전차의 포탄을 직격당하여 전사하였다.
이때의 그의 탄약수가 되어 연대장을 도와 함께 싸운 연대 S-3 선임하사관 제리 C. 크리스틴슨(Jerry C. Christenson) 상사가 뒷날 당시의 상황을 다음과 같이 술회하였다는 것이다.
| “ | 『연대장은 로켓포의 사수가 되고, 나는 탄약수가 되어 어느 건물 속에서 적의 전차가 나타나기를 기다리고 있었는데, 전차 한 대가 나타나 우리가 있는 건물로 포신을 돌렸다. 그와 때를 같이 하여 연대장이 그 전차를 향하여 포를 조준하고 내가 포탄을 장전하여 피아 양쪽이 거의 동시에 발사하였다. 다음 순간 전차의 85mm 포탄을 맞아 연대장은 몸이 두동강이 나고, 뒤에 있던 나는 그 충격으로 한쪽 눈알이 튀어 나왔다. 나는 아픔을 무릅쓰고 그 눈알을 도로 주워 넣은 다음 정신을 잃고 말았다.』 | ” |

결국 마틴 연대장의 로켓포가 북한군의 전차에 정확한 일격을 가하긴 했지만, 탱크를 파괴하지 못한 채로, 마틴 연대장은 산화하였고, 이때가 08:00이었다.

## 상훈
- 수훈 십자장 (Distinguished Service Cross)

## 기념
천안시에서는 동남구 삼룡동에 마틴 대령의 이름을 딴 마틴공원을 조성하여 매년 마틴대령을 비롯해 천안 전투에서 전사한 참전용사들을 기리는 추모행사를 개최하고 있다

## 같이 보기
- 천안 전투

## 참고 자료
- 로버트 R. 마틴 - 디지털천안문화대전
- 마틴 대령의 용기를 후세에 전하다 천안 마틴공원